# Jorģis Zemitāns
Jorģis Zemitāns (ur. 23 lutego 1873 w parafii Skrīveri, zm. 16 stycznia 1928) – łotewski wojskowy, uczestnik łotewskiej wojny o niepodległość.

## Życiorys
Syn zamożnego chłopa. W 1892 r. uzyskał w trybie eksternistycznym świadectwo ukończenia szkoły realnej w Mitawie. Od tego samego roku ochotniczo służył w armii rosyjskiej, w 1897 r. ukończył szkołę junkrów w Wilnie ze stopniem podporucznika. Służył kolejno w 116 pułku piechoty dyslokowanym w Rydze (1895–1903; od 1902 w stopniu porucznika), w 213 pułku piechoty stacjonującym w Penzie (1903–1904), następnie ponownie w 116 pułku piechoty (z przerwą na lata 1905–1906, kiedy z powodu choroby skierowano go do 81 pułku piechoty stacjonującego we Władykaukazie). W 1906 r. otrzymał awans na sztabskapitana, w 1914 r. – na kapitana.
Podczas I wojny światowej razem ze swoim pułkiem walczył, w ramach 20 korpusu armijnego, w Prusach Wschodnich. W listopadzie 1914 r. otrzymał awans na podpułkownika. Kontuzjowany w II bitwie nad jeziorami mazurskimi, w lutym 1915 r. dostał się do niemieckiej niewoli. Przebywał w obozie jenieckim na Śląsku do listopada 1918 r. i podpisania zawieszenia broni na froncie zachodnim. Wrócił do Rygi w grudniu 1918 r. Jeszcze w tym samym miesiącu zgłosił się na ochotnika do tworzonych właśnie wojsk niepodległej Republiki Łotewskiej – Rząd Tymczasowy Łotwy z Kārlisem Ulmanisem na czele ogłosił niepodległość Łotwy 18 listopada 1918 r.
W końcu listopada 1918 r. na ziemie łotewskie wkroczyła Armia Czerwona, stopniowo zajmując kolejne miasta. W ostatnich dniach grudnia rząd Ulmanisa opuścił Rygę i udał się do Mitawy, a następnie do Lipawy, nie widząc możliwości obrony stolicy. 7 stycznia 1919 r. Zemitāns odpłynął z Lipawy do Tallinna, by zostać oficjalnym wojskowym przedstawicielem Republiki Łotewskiej przy rządzie Estonii i za zgodą władz estońskich rozpocząć tworzenie najpierw sześciu kompanii złożonych z Łotyszy, a następnie całej brygady łotewskiej podlegającej estońskiemu dowództwu. Do końca marca 1919 r. na ziemiach północnej Łotwy, które w toku wojny estońsko-bolszewickiej znalazły się pod kontrolą sił estońskich, sformowana została najpierw 2 Brygada Łotewska (Brygada Północna), a na jej bazie 1 Pułk Piechoty. Zemitāns był dowódcą pułku początkowo w stopniu podpułkownika (od 28 lutego 1919 r.), następnie pułkownika (od 13 marca 1919 r.) i brygadiera (od 31 marca 1919 r.).
Na przełomie maja i czerwca 1919 r. dowodzony przez Zemitānsa 1 Pułk Piechoty wziął udział w estońskiej ofensywie w Liwonii, wymierzonej w Łotewską SRR proklamowaną po sukcesach Armii Czerwonej na froncie łotewskim w ubiegłym roku. Ofensywa ta była skoordynowana w czasie z uderzeniem na Rygę, jakie 22 maja rozpoczęły siły niemieckie również walczące na Łotwie z bolszewikami. Sprzeczne interesy Niemców i sprzymierzonych rządów niepodległych Łotwy i Estonii doprowadziły do zbrojnej konfrontacji pod Kiesią w czerwcu 1919 r. W bitwie tej walczył również 1 Pułk Piechoty dowodzony przez Zemitānsa. Bitwa zakończyła się estońsko-łotewskim zwycięstwem. Po tych wydarzeniach, pod naciskiem aliantów, wojska niemieckie 5 lipca odeszły z Rygi, a 8 lipca do miasta przybył rząd Ulmanisa. Przystąpiono również do reorganizacji armii łotewskiej. Dowództwo estońskie zgodziło się, by pułk dowodzony przez Zemitānsa został przekazany pod komendę łotewską. W strukturze sił zbrojnych Łotwy przemianowano go na 2 Dywizję Piechoty. Dywizja obsadziła pozycje na południe od Rygi, gdzie spodziewano się uderzenia białej rosyjskiej Zachodniej Armii Ochotniczej, dozbrajanej i wzmacnianej przez Niemców. Zemitāns odpowiadał za obronę Rygi i jej okolic.
Po ataku Zachodniej Armii Ochotniczej pod dowództwem Pawła Bermondta-Awałowa na Rygę 8 października 1919 r. oddziały Zemitānsa nie zdołały utrzymać swoich pozycji na lewym brzegu Dźwiny. Zemitāns wydał rozkaz odwrotu na linię Jugli, na wschód od centrum Rygi. 12 października 1919 r. dowódca naczelny armii łotewskiej gen. Dāvids Sīmansons odwołał ten rozkaz, a następnie odwołał samego Zemitānsa ze stanowiska. Nowym dowódcą 2 Dywizji został Mārtiņš Peniķis.
W 1920 r. Zemitāns zasiadał w komisjach regulujących kwestie emerytur żołnierskich, regulaminów garnizonowych i dyscyplinarnych. W kwietniu 1921 r., gdy łotewska o niepodległość Łotwy była już zakończona, został przeniesiony do rezerwy sztabu generalnego. W roku następnym odszedł z armii.
Zmarł w 1928 r. i został pochowany na Cmentarzu Braterskim w Rydze.

## Upamiętnienie
W 1928 r. uczczono jego pamięć, nadając stacji kolejowej Aleksandra Vārti w ryskiej dzielnicy Purvciems nazwę Zemitāni. Po II wojnie światowej i aneksji Łotwy do ZSRR nazwę tę zmieniono na Oškalni, na cześć Otomārsa Oškalnsa, radzieckiego partyzanta. Nazwa Zemitāni została przywrócona w 1995 r. W tym samym roku w dzielnicy Teika w Rydze odsłonięto poświęcony mu pomnik, usytuowany na placu, który również nosi jego imię.